# Niesadna
Niesadna – wieś sołecka w Polsce położona w województwie mazowieckim, w powiecie garwolińskim, w gminie Pilawa.
W obrębie miejscowości wydzielono osobne sołectwo Niesadna-Przecinka (w oficjalnym rejestrze TERYT figuruje jako ulica), zamieszkane przez 110 mieszkańców
Wierni Kościoła rzymskokatolickiego należą do parafii Najświętszej Maryi Panny w Parysowie.
W latach 1975–1998 miejscowość administracyjnie należała do województwa siedleckiego.